# ATP Challenger Clermont-Ferrand
Der ATP Challenger Clermont-Ferrand (offiziell: Clermont-Ferrand Challenger) war ein Tennisturnier, das von 1986 bis 1989 jährlich in Clermont-Ferrand, Frankreich, stattfand. Es gehörte zur ATP Challenger Tour und wurde im Freien auf Sand gespielt.

## Liste der Sieger

### Einzel
| Jahr | Sieger            | Finalgegner      | Ergebnis        |
| ---- | ----------------- | ---------------- | --------------- |
| 1989 | Jérôme Potier     | Ricki Osterthun  | 6:2, 6:4        |
| 1988 | Marcelo Filippini | Marcelo Ingaramo | 6:2, 7:6        |
| 1987 | Bruno Orešar      | Libor Pimek      | 6:2, 6:4        |
| 1986 | Claudio Panatta   | Víctor Pecci     | 6:3, 2:1 aufgg. |

### Doppel
| Jahr | Sieger                              | Finalgegner                            | Ergebnis |
| ---- | ----------------------------------- | -------------------------------------- | -------- |
| 1989 | Peter Svensson Lars-Anders Wahlgren | Marcelo Ingaramo Gustavo Luza          | 7:5, 6:3 |
| 1988 | Rill Baxter Jörgen Windahl          | Jean-Philippe Fleurian Andreas Maurer  | 7:6, 6:4 |
| 1987 | Mansour Bahrami Claudio Mezzadri    | Christophe Lesage Jean-Marc Piacentile | 6:3, 7:5 |
| 1986 | Javier Frana Gustavo Guerrero       | Gilad Bloom Carl-Uwe Steeb             | 6:1, 6:0 |